# Hosaburju, Sira
Hosaburju là một làng thuộc tehsil Sira, huyện Tumkur, bang Karnataka, Ấn Độ.